# Porta da Traição

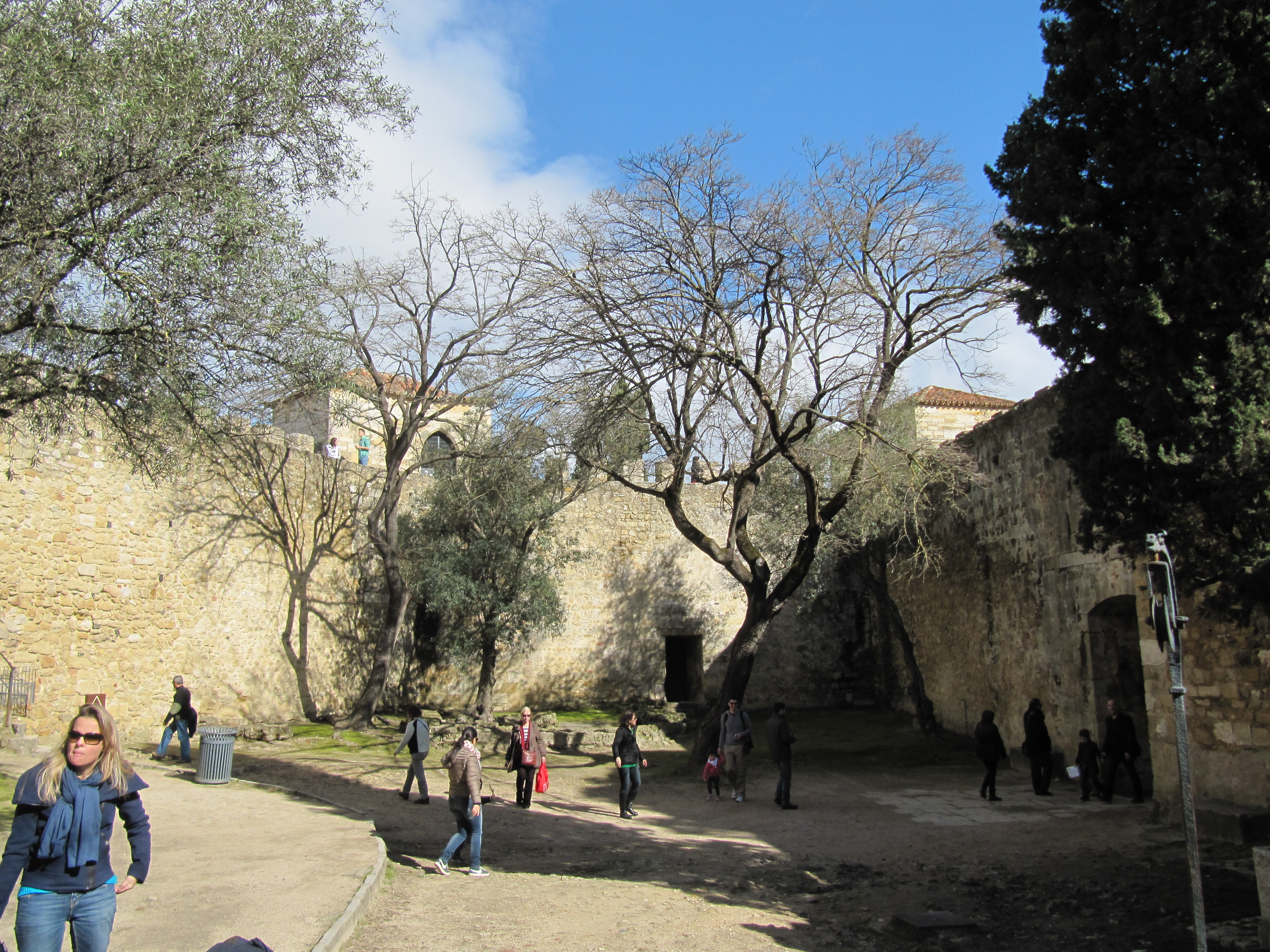
Porta da Traição, pátio Oeste do Castelejo

A Porta da Traição foi uma antiga porta da cidade de Lisboa, inserida na cerca moura da cidade.
Esta porta era a quarta e última porta da muralha que rodeia o Castelo de São Jorge, pouco adiante da do Moniz, talvez sendo assim chamada por alguma traição que por ela se intentasse. A serventia fazia-se por um dos postigos da muralha, vindo dar ao caminho da Costa do Castelo.